# Valls
Valls là thủ phủ của comarca Alt Camp, Tarragona, Catalonia, Tây Ban Nha.

## Thành phố kết nghĩa
- Andorra la Vella, Andorra
- Settimo Torinese, Ý
- Saint-Cyr-sur-Loire, Pháp